# کروزر ام‌کی ۱
کروزر ام‌کی ۱ (به انگلیسی: Cruiser Mk I) یک تانک کروزر بریتانیایی دوره میان‌دوجنگ بود که در سال ۱۹۳۴ طراحی و از سال ۱۹۳۶ تولید شد.

## طراحی و توسعه

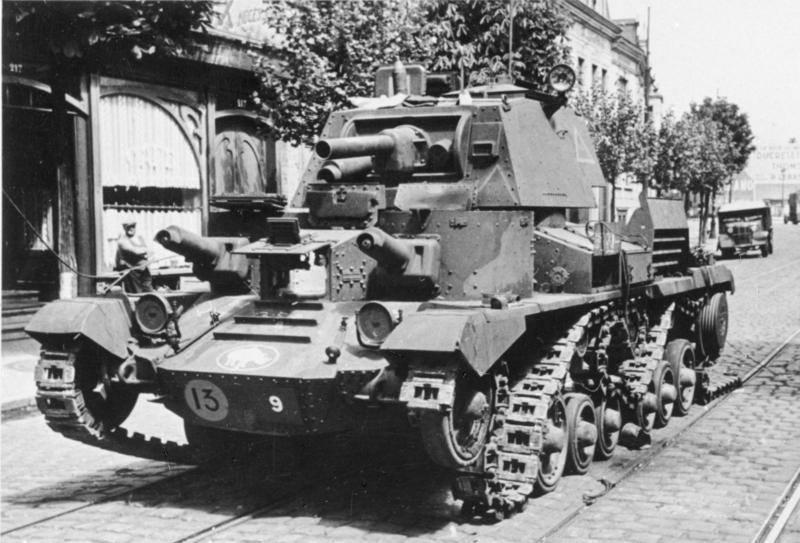
کروزر ام‌کی

شرکت ویکرز-آرمسترانگز در پاسخ به اعلام نیاز ستاد کل نیروی زمینی بریتانیا، سال ۱۹۳۴ یک تانک متوسط تحت عنوان "اِی۹" (A9) طراحی کرد. این طراحی بهترین ویژگی‌های نمونه متوقف‌شده پیشین، تانک متوسط ام‌کی ۳ را در خود داشت اما بسیار سبک‌تر از آن بود و تا استفاده از موتورهای تجاری در آن تولید بسیار ارزان‌تری داشته باشد. وزن طراحی حدود ۱۰ تن بود؛ هر چند تانک‌های تولیدی سنگین‌تر از این مقدار بودند. تانک اولیه از یک موتور رولز-رویس فانتوم ۲ با حجم ۷٫۶۷ لیتر، استفاده می‌کرد. به هر صورت این موتور قادر به تولید توان مورد نیاز نبود؛ از این رو با یک موتور اتوبوس ۹٫۶۴ لیتری AEC جایگزین شد.
در ابتدا به‌کارگیری یک توپ 3pdr در این تانک پیشنهاد گردید اما هنگام آغاز تولید این تانک در سال ۱۹۳۷، توپ 2pdr به توپ استاندار تانک‌های بریتانیایی بدل گشت.
بر اساس تصمیم سال ۱۹۳۶ دفتر جنگ بریتانیا که تانک‌ها را به دو دسته تانک کروزر و تانک پیاده‌نظام تقسیم کرد، اِی۹ که در اصل یک تانک متوسط در نظر گرفته شده بود، در زمره تانک‌های کروزر قرار گرفت و "کروزر ام‌کی ۱" نامیده شد. به هر صورت زره ناکافی و سرعت پایینِ اِی۹ آن را بر نقش تانک‌های کروزر نامناسب ساخته بود.
آزمایش‌ها بر روی مدل اولیه در ماه ژوئیه سال ۱۹۳۶ آغاز شد. یک سال بعد تولید ۱۲۵ دستگاه از آن آغاز گردید. تولید ۵۰ دستگاه توسط ویکرز و ۷۵ دستگاه توسط شرکت هارلاند اند ولف صورت پذیرفت.

## تاریخچه عملیاتی
تعدادی از هنگ‌های لشکر یکم زرهی بریتانیا تا پیش از نبرد دونکرک به این تانک تجهیز شدند. همچنین از این تانک در هنگ‌های غرب صحرای آفریقا استفاده گشت.

## مشخصات فنی

### مشخصات عمومی
- خدمه: ۶ نفر (فرمانده، توپچی، بارگذار، راننده و ۲ تیربارچی)
- سامانه تعلیق: بوژی‌های سه‌چرخ بر روی فنرهایی با کمک‌فنرهای هیدرولیک نیوتون

#### ابعاد
- طول: ۱۹ فوت (۵۷۹ سانتیمتر)
- عرض: ۸ فوت ۲٫۵ اینچ (۲۵۰ سانتیمتر)
- ارتفاع: ۸ فوت ۸٫۵ اینچ (۲۶۵ سانتیمتر)
- عرض شنی: ۱۴ اینچ (۳۶ سانتیمتر)

#### وزن
- وزن بارگیری شده: ۲۸٬۷۲۸ پوند (۱۳٬۰۳۰ کیلوگرم)

#### زره
- حداقل: ۶ میلی‌متر
- حداکثر: ۱۴ میلی‌متر

#### پیشرانه
- نیرومحرکه: یک موتور ۶ سیلندر بنزینی AEC A179: توان ۱۵۰ اسب بخار

### عملکرد
- حداکثر سرعت:
  - ۲۵ مایل بر ساعت (۴۰ کیلومتر بر ساعت) در جاده
  - ۱۵ مایل بر ساعت (۲۴ کیلومتر بر ساعت) خارج از جاده
- حداکثر برد: ۱۵۰ مایل (۲۴۰ کیلومتر)
- حداکثر ارتفاع عبور از مانع: ۳ فوت (۹۰ سانتیمتر)
- حداکثر عرض عبور از سنگر: ۸ فوت (۲٫۴ متر)

### تسلیحات
- ۱ × توپ 2pdr OQF: با ۱۰۰ گلوله
- ۳ × مسلسل ویکرز کالیبر ۰٫۳۰۳ اینچ (۷٫۷ میلیمتر): ۳۰۰۰ گلوله[۱]